# Nasol
Nasol is een bestuurslaag in het regentschap Ciamis van de provincie West-Java, Indonesië. Nasol telt 7410 inwoners (volkstelling 2010).